# 罗梅尔·帕切科
罗梅尔·阿格邁德·帕切科·馬魯福（西班牙語：Rommel Aghmed Pacheco Marrufo，1986年7月12日—），墨西哥男子跳水运动员、政治家。現任國家體育文化與運動委員會主任，曾任墨西哥眾議員。他曾代表墨西哥参加2003年、2007年、2011年和2015年泛美运动会跳水比赛，获得三枚金牌和三枚银牌。
2016年2月，在跳水世界盃上獲取男子組3公尺跳板的金牌，加冕跳水世界冠軍。
2024年10月，帕切科被總統克劳迪娅·辛鲍姆任命為國家體育文化與運動委員會主任，帕切科主任表示，他將不懈努力，讓每個人都能參與運動，讓運動員繼續為國家帶來自豪感。他強調，本屆政府的願景很明確：更多的機會、體面的空間以及公共和私營部門在這項集體努力中的合作。